# Сагайдак, Илья Вадимович
Илья Вадимович Сагайдак (укр. Ілля Вадимович Сагайдак; род. 24 декабря 1985, Гавана) — украинский политик. Глава Святошинского района Киева (2014—2016). Депутат Киевского городского совета VIII созыва (2015—2020). Являлся членом партии «Батькивщина». Кандидат экономических наук (2014).

## Биография
Родился 24 декабря 1985 года в столице Кубы — Гаване в семье инженера и врача.
С 2003 по 2005 год — бухгалтер киевского предприятия «Сувенир», с 2005 по 2007 год — главный бухгалтер «Сприн Принтинг С. А.». С мая по июль 2010 год занимал должность экономиста в «Агромарс комплекс», с августа по ноябрь 2010 года — финансовый контролёр предприятия «Стофф Стандард», а с ноября 2010 по июнь 2011 года занимал аналогичную должность в «Нестле Украина».
Окончил экономический факультет Киевского национального университета имени Тараса Шевченко (2009 год). Являлся аспирантом кафедры финансов Киевского университета, где в 2014 году защитил кандидатскую диссертацию по теме «Межбюджетные отношения в реализации социальной политики государства». В 2012 году учился на курсе стратегического финансового анализа Гарвардской школы бизнеса. С 2014 по 2016 год учился в Национальной академии государственного управления при Президенте Украины.
С 2011 по 2013 год являлся директором «Феникс-капитала». С марта по май 2012 года являлся начальником департамента международных рынков, капитала и инвестиций «Еврогазбанка», которым на тот момент владел его зять Алексей Ивченко.

### Политическая деятельность
В 2005 году стал членом партии «Батькивщина». Являлся руководителем партийной ячейки «Батькивщина» на Нивках. На парламентских выборах 2012 года баллотировался от «Батькивщины» по округу № 5 (Керчь), однако набрав 15 % голосов избирателей в Верховную раду не прошёл. С 2013 по 2014 год являлся помощником-консультантом народного депутата Украины Николая Катеринчука из фракции «Батькивщины». Участник Евромайдана, после победы которого стал первым заместителем главы Шевченковской РГА.
15 августа 2014 года Президент Украины Пётр Порошенко назначил его главой Святошинской РГА Киева. В должности главы Святошинской РГА Сагайдак оставался до 18 марта 2016 года. На местных выборах 2015 года был избран по 95 округу (Святошинский район) в Киевский городской совета от партии «Блок Петра Порошенко „Солидарность“». Являлся членом постоянной комиссии по вопросам транспорта, связи и рекламы.
12 марта 2016 года Сагайдак был назначен советником по вопросам транспорта Киевского городского головы Виталия Кличко на общественных началах, а 18 марта 2016 года — заместителем главы КГГА 7 октября 2016 года стал сопредседателем комиссии КГГА по вопросам размещения временных сооружений, объектов передвижной торговли и летних площадок ресторанов. В 2017 году Кличко забрал у Сагайдака контрольно-распорядительные полномочия, после чего у него остались лишь функции участия в соблюдении законодательства и выполнения поручений руководства.

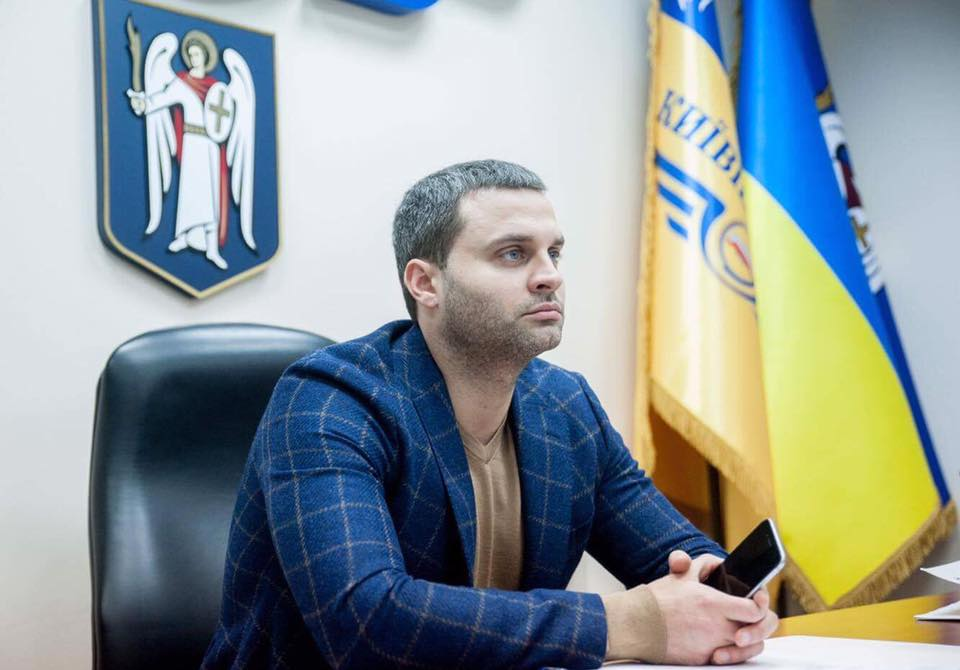
Сагайдак в 2017 году

В феврале 2017 года, после частичного обвала Шулявского путепровода, Кличко назвал Сагайдака в числе виновных в данном в происшествии и заявил, что он будет уволен. 20 июля 2017 года Кличко подписал заявление об увольнение Сагайдака, написанное им по собственному желанию.
В апреле 2018 года стал ведущим на телеканале Эспрессо TV, где вёл передачу «Я это смотрю».
Летом 2019 года Сагайдак написал заявление о выходе из фракции «Солидарность» в Киевском городском совете. Заявление было удовлетворено в октябре, после чего он присоединился к депутатской группе «Киевская команда» (руководитель — Сергей Гусовский). В октябре 2019 года вместе с рядом других депутатов Киевского горсовета обратился к президенту Украины Владимиру Зеленскому с просьбой увольнения Виталия Кличко с должность председателя КГГА.
По собственным словам, в декабре 2018 года, незадолго до начала президентской кампании, его как эксперта пригласили в штаб Владимира Зеленского, где он отвечал за экономическое направление. Тем не менее, накануне парламентских выборов 2019 года Сагайдак отказался баллотироваться от пропрезидентской партии «Слуга народа». 19 февраля 2020 года он подал декларацию в качестве кандидата на должность заместителя министра инфраструктуры Украины. Также Сагайдак говорил о том, что проходил собеседование в Офисе президента Украины на должность председателя КГГА.
29 марта 2020 года народный депутат Украины Гео Лерос опубликовал данные о возможной продаже ряда должностей в украинском правительстве Денисом Ермаком, который приходится братом главе Офиса президента Андрею Ермаку. Последний после этого заявил, что причиной скандала стало недопущение на должность заместителя человека Гео Лероса, которым являлся именно Сагайдак. Сам Сагайдак назвал манипуляцией слова Ермака, добавив при этом, что главным виновником его не назначения на должности замаминистра и главы КГГА стал именно Ермак.

## Личная жизнь
Супруга — Ирина, приходится старшей дочерью Алексею Ивченко, народному депутату Украины (2002—2005), главе правления НАК «Нафтогаз Украины» (2005—2006) и владельцу «Еврогазбанка». В 2015 году Сагайдак задекларировал в собственности супруги 29 квартир, 15 гаражей, 6 земельных участков и 8 объектов недвижимого имущества и 3 автомобиля.